# National Space Science Data Center
National Space Science Data Center (NSSDC) är en avdelning i amerikanska rymdflygsstyrelsen NASAs heliofysiska division. Avdelningen skapades med avsikt att arkivera de stora mängder vetenskapliga data som insamlades från Nasas uppdrag. NSSDC har sitt huvudkvarter i Goddard Space Flight Center i Greenbelt, Maryland. NSSDC ger allmänheten fri åtkomst till obehandlade veternskapliga data såväl som bilder.

## Master Catalog
NSSDC hanterar även huvuddatabasen för International Designator - en kod som tilldelas varje rymdfarkost och satellit världen över. Även denna databas är tillgänglig för allmänheten. Denna databas kallas även COSPAR - Committee on Space Research.